# Maggi
Maggi es una marca procedente de la compañía Nestlé especializada en la elaboración de sopa instantánea, caldos, kétchups y fideos instantáneos. La empresa fue fundada por la familia Maggi (de origen italiano) en Suiza en el año 1882, y se fusionó con Nestlé posteriormente en el año 1947. El fundador de la compañía fue Julius Maggi, convirtiéndose en un pionero de la industria de la alimentación. El producto estrella de la compañía fue el condimento Maggi (Maggi-Würze) comercializado en 1886, servido en pequeñas botellas que presentaban una similitud con la salsa de soja.

## Imágenes

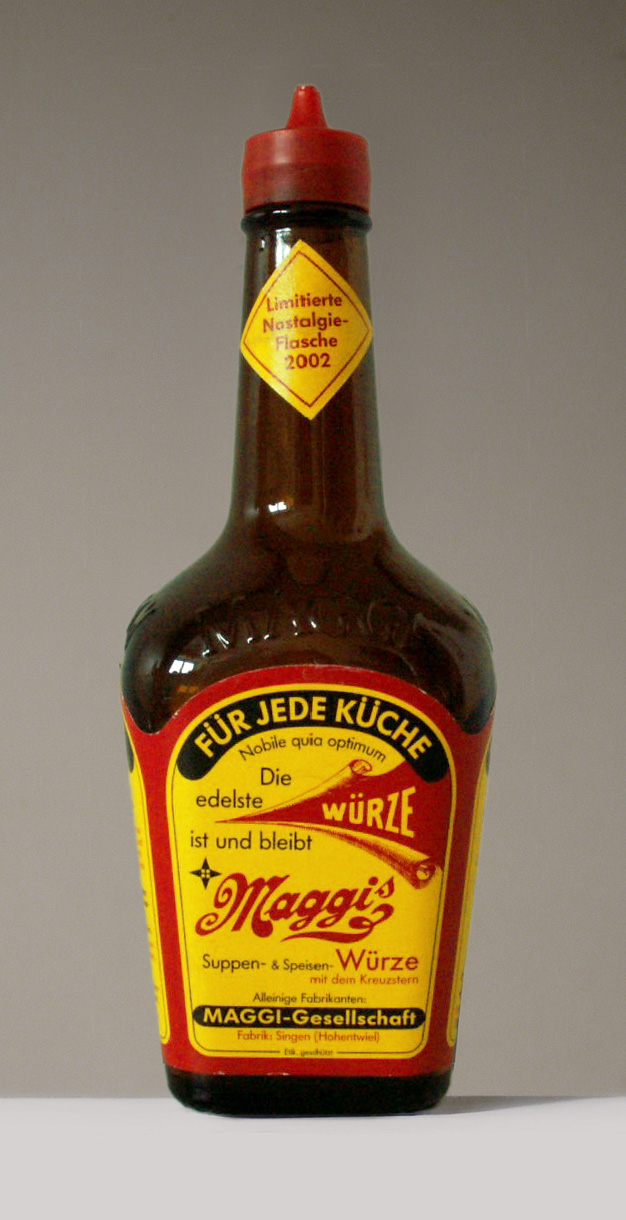
Botella del condimento Maggi original.
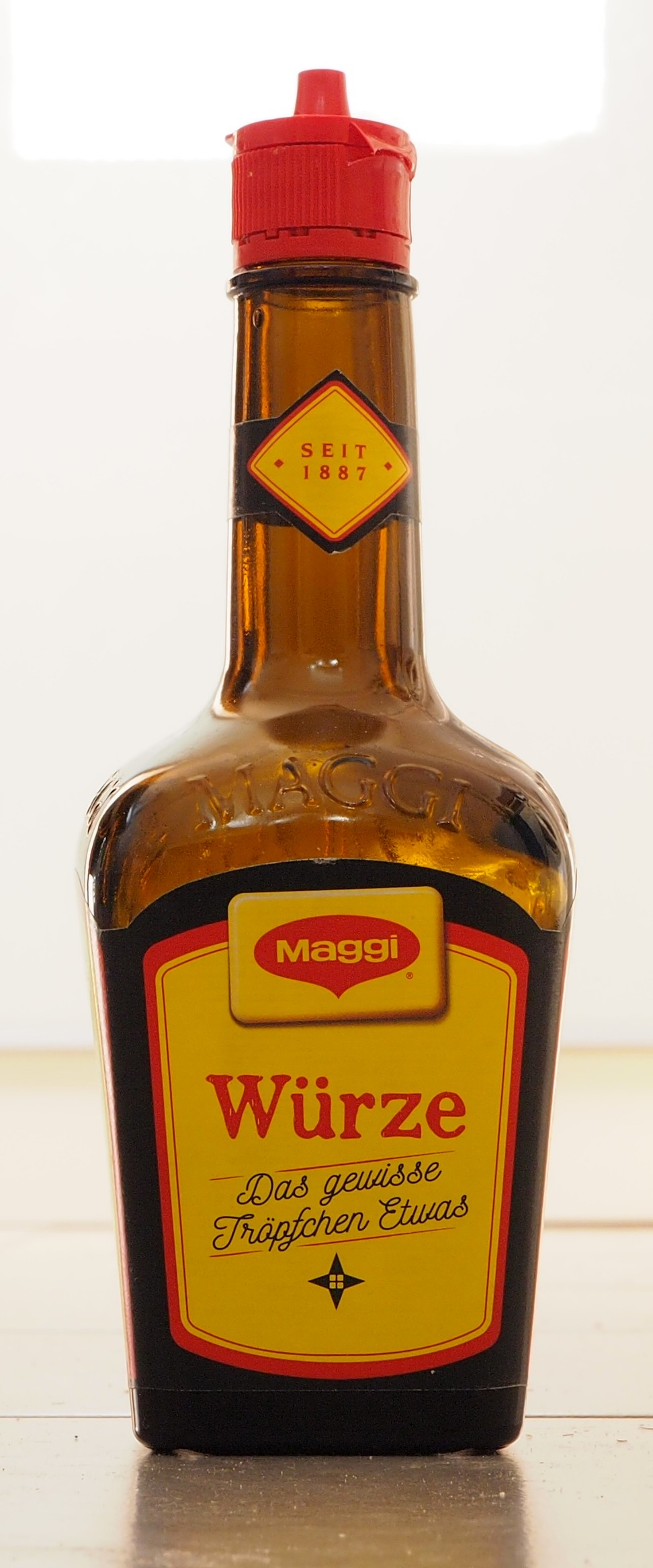
Botella contemporánea.
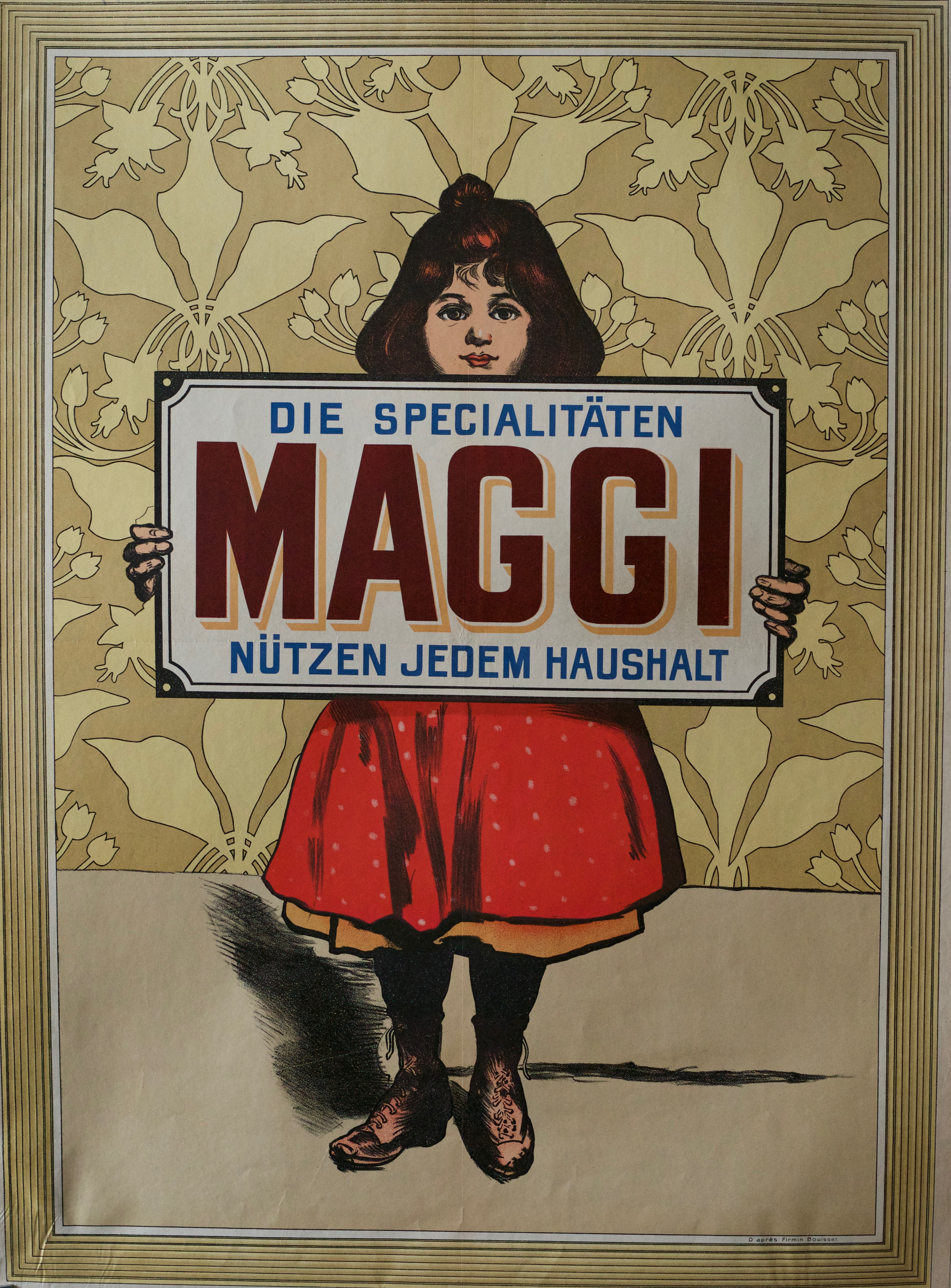
Publicidad (1900).